# 阿萊布通區
阿萊布通區是非洲中部國家烏干達的111個區之一，由北部區負責管轄，首府是阿萊布通，海拔高度1,100米，距離首都坎帕拉約285公里和利拉約48公里，2002年人口估計為163,050。

## 外部連結
- Alebtong District Homepage （页面存档备份，存于）

02°18′N 33°18′E / 2.300°N 33.300°E